# Alexander Gilchrist
Alexander Gilchrist (1828 – 30 novembre 1861) est un auteur britannique, principalement connu comme biographe de William Etty et de William Blake. Sa biographie de Blake demeure un ouvrage de référence.
Gilchrist naît à Newington Green, alors situé au nord de Londres. Fils d'un pasteur unitarien, il étudie le droit mais se consacre à la critique littéraire et artistique. Il s'établit à Guildford en 1853, où il rédige Life of William Etty, R.A.. En 1856, il s'installe à Chelsea où il devient le voisin de Thomas Carlyle et de son épouse Jane Welsh, tous deux écrivains. Alors qu'il achève sa biographie de William Blake, Gilchrist contracte la scarlatine transmise par l'un de ses enfants et meurt le 30 novembre 1861.
Son épouse Anne achève l'ouvrage et lui survit vingt-quatre ans. Dante Gabriel Rossetti et son frère William participent également à la finalisation du livre.